# 滿足 (專輯)
《滿足》是台灣歌手蘇慧倫的第九張大碟，在1995年10月5日推出，是其是她簽滾石唱片全約後第二張國語專輯。專輯第一主打歌是同名歌曲《滿足》，第二主打歌則為《相見恨晚》，音樂錄影帶更到美國北馬里亞納群島拍攝。

## 曲目

### 滿足
| 曲序 | 曲名          | 曲         | 詞     | 編曲   | 附註                                    |
| 01   | Wish You Well | 李振權     | 鄔裕康 | 梁伯君 |                                         |
| 02   | 滿足          | 小蟲       | 小蟲   | 梁伯君 | 第一主打 中視單元劇《今生情未了》主題曲 |
| 03   | 被愛是鑽石    | 金範龍（김범룡） | 許常德 | 梁伯君 | 第三主打 改編自梁秀敬《當明天來臨》（내일이 오면） |
| 04   | 相見恨晚      | 殷文琦     | 許常德 | 鮑比達 | 第二主打                                |
| 05   | 快樂的分手    | 郭子       | 許常德 | 梁伯君 |                                         |
| 06   | 太怕寂寞      | 劉思偉     | 向月兒 | 梁伯君 |                                         |
| 07   | 分心          | 殷文琦     | 向月兒 | 鮑比達 |                                         |
| 08   | 哄我吧        | 小蟲       | 小蟲   | 小蟲   |                                         |
| 09   | 不明是非      | 黃國倫     | 向月兒 | 王豫民 |                                         |
| 10   | 自然的愛      | 張震嶽     | 張震嶽 | 洪敬堯 |                                         |

## 唱片版本
- CD版
- 錄音帶版